# Baykar Bayraktar TB3
Il Bayraktar TB3 è un APR imbarcato, in grado di effettuare atterraggi e decolli corti, sviluppato dalla turca Baykar Technologies per l'utilizzo da parte della Marina militare turca sulla nuova portaeromobili TCG Anadolu.

## Storia del progetto
Con l'esclusione della Turchia dal programma F-35, decisa dagli 
Stati Uniti come conseguenza per l'acquisto dei sistemi missilistici russi S-400, questa si é ritrovata senza aerei da poter imbarcare sulla nuova portaeromobili in costruzione, la TCG Anadolu. 
Da qui, vista l'impossibilità di procurarsi aerei a decollo verticale, si è rivisito il progetto della nave, trasformandola in una inedita piattaforma, ovvero in una “drone carrier”.
Nell'aprile del 2021, Selçuk Bayraktar dichiarò che si stava sviluppando una versione navalizzata di quello che era il drone più diffuso tra le Forze armate turche, il Bayraktar TB2. Questa versione, designata TB3, avrebbe avuto la capacità di decollare ed appontare sulle portaerei, sarebbe stata dotata di ali ripiegabili e di un motore più potente.
Il drone è stato esposto pubblicamente per la prima volta al Teknofest di Istanbul presso l’aeroporto Atatürk tra il 27 aprile e il 1 maggio 2023, nell’ambito dell’evento organizzato per coronare il Centenario della Repubblica di Turchia.
Il 20 ottobre 2023, il drone ha staccato le ruote da terra per alcuni secondi, per riatterrare subito dopo sulla pista senza problemi.
Il Bayraktar TB3 si è alzato per la prima volta in volo, in quello che è considerato il volo ufficiale, alle 08:30 del 27 ottobre 2023. Il velivolo è rimasto in volo per un’ora, completando con successo i test di identificazione del sistema di volo.
Il 20 dicembre 2023, durante il 13° volo di prova, il Bayraktar TB3 è rimasto in volo per 32 ore ininterrottamente, ad un’altitudine media di 20.000 piedi, coprendo una distanza totale di 5.700 km. Durante il volo sono state misurate le prestazioni del sistema e di resistenza a medie altitudini.
A maggio 2024, il TB3, durante un test di verifica ad alta quota, ha toccato un'altitudine di 33.000 piedi.
A marzo 2024, il TB3 è stato equipaggiato per la prima volta con la torretta elettro-ottica di produzione nazionale ASELFLIR-500 Electro-Optical Reconnaissance, Surveillance and Targeting System, fabbricata dalla turca Aselsan.
Il 1 giugno 2024 è da considerarsi una data storica per il TB3, in quanto il velivolo a pilotaggio remoto ha effettuato i primi 4 decolli da ski-jump. I decolli sono stati condotti a terra presso il sito di Kesan, nel distretto di Edirne, dove è stata riprodotta una rampa di decollo con inclinazione a 12° uguale a quella sulla prua dell’Anadolu.
Il 19 novembre 2024, il prototipo PT2 del TB3 ha completato i suoi test su di una nave in mare aperto, decollando con l'ausilio dello ski-jump inclinato di 12 gradi, dalla breve pista della TCG Anadolu.  Il drone, dopo aver effettuato un volo di prova di 46 minuti nel punto d’incontro tra l’Egeo e il Mediterraneo, è, poi, atterrato con successo sulla stessa senza utilizzare alcuna attrezzatura di supporto all’atterraggio.

### Tecnica
Il TB3 ha delle dimensioni leggermente più grandi rispetto al TB2, ma soprattutto è dotato di ali ripiegabili che permettono l’imbarco su portaeromobili.

### Propulsione
Altro aspetto che lo differenzia dal suo predecessore è la propulsione. Questa è assicurata da un motore a 4 cilindri in linea PD170 della turca TEI, capace di erogare una potenza di 170 shp, superiore ai 100 shp del Rotax 912 di cui è dotato il TB2.

### Elettronica
Il 26 marzo 2024, Baykar ha integrato sul TB3 il pod ASELFLIR-500 prodotto dalla turca Aselsan, dotato di sistema di ricognizione, sorveglianza e puntamento elettro-ottico.